# Episodi di Tutor Hitman Reborn! (seconda stagione)
Questa lista comprende la seconda stagione della serie anime Tutor Hitman Reborn! di Artland, diretto da Kenichi Imaizumi e tratto dall'omonimo manga di Akira Amano.
La stagione, intitolata Saga contro i Varia (VSヴァリアー編?, VS vu~ariā-hen), raccoglie gli episodi dal 34 al 65. I 32 episodi della stagione sono andati in onda per la prima volta in Giappone su TV Tokyo e Animax dal 2 giugno 2007 al 12 gennaio 2008. Come sigle di aperture sono state utilizzate Boys and Girls dei LM.C per gli episodi dal 34 al 51 e Dive to World dei Cherryblossom per i rimanenti. Come sigle di chiusura sono state utilizzate Echo Again di SPLAY per gli episodi fino al 38, Friend dei Idoling per gli episodi dal 39 al 51, Sakura Addiction, interpretata da Takashi Kondō e Toshinobu Iida, rispettivamente doppiatori nell'edizione originale di Kyoya Hibari e Mukuro Rokudo, per gli episodi dal 52 al 62 e STAND UP! dei Lead per i rimanenti. In Italia la stagione è stata 
pubblicata sul canale Anime Generation di Prime Video dal 17 agosto all'11 dicembre 2023.

## Lista episodi
| Nº | Titolo italiano Giapponese 「Kanji」 - Rōmaji | In onda           | In onda           |
| Nº | Titolo italiano Giapponese 「Kanji」 - Rōmaji | Giapponese        | Italiano          |
| 34 | Arrivano i Varia! 「ヴァリアー来る！」 - Variā Kuru! | 2 giugno 2007     | 17 agosto 2023    |
| 34 | Mentre si stanno divertendo per la città, i ragazzi incontrano Basil inseguito da Squalo. |                   |                   |
| 35 | I sette anelli dei Vongola 「ボンゴレリング7つ」 - Vongore Ringu Nanatsu | 9 giugno 2007     | 24 agosto 2023    |
| 35 | Dino scaccia Squalo e spiega cosa siano gli anelli dei Vongola a Tsuna. |                   |                   |
| 36 | Insegnanti in azione 「カテキョー、動く」 - Katekyō, Ugoku | 16 giugno 2007    | 31 agosto 2023    |
| 36 | Dopo essere stati scelti come detentori degli anelli, Tsuna e compagni dovranno allenarsi per potenziarsi. |                   |                   |
| 37 | Allievi e insegnanti riuniti 「師弟コンビ、揃う」 - Shitei Konbi, Sorou | 23 giugno 2007    | 4 settembre 2023  |
| 37 | Tsuna, Gokudera, Yamamoto e Hibari si allenano ognuno col proprio istruttore personale. |                   |                   |
| 38 | La scomparsa del torello viziato 「ワガママ子牛の失踪」 - Wagamama Koushi no Shissō | 30 giugno 2007    | 7 settembre 2023  |
| 38 | Per ordine di Reborn, Tsuna deve cercare Lambo che è scomparso, mentre Haru lo mette alla prova. |                   |                   |
| 39 | L'obiettivo dei nemici trasparenti 「見えざる敵の目的は」 - Miezaru Teki no Mokuteki wa | 7 luglio 2007     | 11 settembre 2023 |
| 39 | L'arrivo di Giannini, il mastro d'armi, coincide con l'attacco di misteriosi uomini invisibili. |                   |                   |
| 40 | La battaglia per gli anelli ha inizio! 「リング争奪戦、開始！」 - Ring Sōdatsusen, Kaishi! | 14 luglio 2007    | 14 settembre 2023 |
| 40 | I Varia giungono in Giappone e si preparano ad attaccare Tsuna e i suoi amici. |                   |                   |
| 41 | I sentimenti del guardiano del sole 「晴の守護者の思い」 - Hare no Shugosha no Omoi | 21 luglio 2007    | 18 settembre 2023 |
| 41 | Tutti si preparano all'imminente battaglia, in particolare Ryohei che affronterà Lussuria. |                   |                   |
| 42 | La forza di soverchiare le avversità 「逆境をはね返す力」 - Gyakkyō o Hanekaesu Chikara | 28 luglio 2007    | 21 settembre 2023 |
| 42 | Ryohei affronta Lussuria e Kyoko gli fa ricordare la sua ragione per lottare. |                   |                   |
| 43 | Il fulmine colpisce da 20 anni dopo 「20年後の雷撃」 - 20 nen go no Raigeki | 4 agosto 2007     | 25 settembre 2023 |
| 43 | Durante il secondo scontro, Lambo usa il bazooka dei 10 anni per evocare la sua versione adulta. |                   |                   |
| 44 | L'anello del cielo rubato 「奪われた大空のリング」 - Ubawareta Ōzora no Ringu | 11 agosto 2007    | 28 settembre 2023 |
| 44 | L'interferenza di Tsuna causa la sconfitta di Lambo e la perdita di entrambi gli anelli. |                   |                   |
| 45 | Battaglia tempestosa 「怒涛の嵐戦」 - Dotō no Arashisen | 18 agosto 2007    | 2 ottobre 2023    |
| 45 | Gokudera deve affrontare Belphegor per ottenere l'anello della tempesta. |                   |                   |
| 46 | La ragione per combattere 「戦う理由」 - Tatakau Riyū | 25 agosto 2007    | 5 ottobre 2023    |
| 46 | Scoperto il trucco di Belphegor, Gokudera decide di affrontarlo in biblioteca. |                   |                   |
| 47 | Lo stile più forte e invincibile 「最強無敵の流派」 - Saikyō Muteki no Ryūha | 1º settembre 2007 | 9 ottobre 2023    |
| 47 | Yamamoto si prepara alla prossima sfida contro Squalo, mentre Hibari fa la sua comparsa. |                   |                   |
| 48 | La direzione della battaglia 「勝負の行方」 - Shōbu no Yukue | 8 settembre 2007  | 12 ottobre 2023   |
| 48 | Yamamoto usa lo Shigure Soen contro Squalo, ma quest'ultimo sembra riuscire a contrastarlo facilmente. |                   |                   |
| 49 | Pioggia del requiem 「レクイエムの雨」 - Rekuiemu no Ame | 15 settembre 2007 | 16 ottobre 2023   |
| 49 | Scoperto che Squalo ha già sconfitto lo Shigure Soen, Yamamoto deve usare qualcosa di nuovo per sorprenderlo. |                   |                   |
| 50 | Il guardiano della nebbia, arriva?! 「霧の守護者、来る!?」 - Kiri no Shugosha, Kuru!? | 22 settembre 2007 | 19 ottobre 2023   |
| 50 | Mentre Tsuna si interroga su chi sia il guardiano della nebbia, Iemitsu visita il quartier generale dei Vongola. |                   |                   |
| 51 | Illusione contro illusione 「幻術vs幻術」 - Genjutsu vs Genjutsu | 29 settembre 2007 | 23 ottobre 2023   |
| 51 | Chrome viene accettata come guardiano della nebbia e combatte contro Mammon. |                   |                   |
| 52 | Verità nebbiosa 「霧の真実」 - Kiri no Shinjitsu | 6 ottobre 2007    | 26 ottobre 2023   |
| 52 | Inaspettatamente Chrome si trasforma in Mukuro che affronta Viper, mentre Tsuna ha dei flashback riguardanti Mukuro. |                   |                   |
| 53 | Leggera inquietudine 「一抹の不安」 - Ichimatsu no Fuan | 13 ottobre 2007   | 30 ottobre 2023   |
| 53 | Mentre si allena con Reborn, Tsuna è molto preoccupato per la sfida tra Hibari e Gola Mosca. |                   |                   |
| 54 | La furia del guardiano della nuvola 「雲の守護者の暴走」 - Kumo no Shugosha no Bōsō | 20 ottobre 2007   | 2 novembre 2023   |
| 54 | Dopo lo scontro per l'anello della nuvola, Xanxus cerca di recuperare Gola Mosca, ma Hibari lo ferma. Mosca impazzisce e comincia a sparare a tutto ciò che si muove.                                                                |                   |                   |
| 55 | Decisione 「決意」 - Ketsui | 27 ottobre 2007   | 6 novembre 2023   |
| 55 | Tsuna scopre che all'interno di Gola Mosca c'era il nono boss. Xanxus sfida Tsuna, così viene indetta la battaglia per l'anello del cielo per il giorno dopo.                                                                        |                   |                   |
| 56 | La storia di Gokudera 「ごくでらのはなし」 - Gokudera no Hanashi | 3 novembre 2007   | 9 novembre 2023   |
| 56 | Gokudera va a trovare Lambo in ospedale e gli racconta quello che è successo fino ad ora con i Varia. |                   |                   |
| 57 | La battaglia del cielo ha inizio! 「大空戦、始まる！」 - Ōzora-sen, Hajimaru ! | 10 novembre 2007  | 13 novembre 2023  |
| 57 | Tutti arrivano alla scuola Namimori per la battaglia del cielo. I Cervello mettono dei bracciali a tutti i guardiani che contengono del veleno e l'unico modo per ottenere l'antidoto è inserire il rispettivo anello nel bracciale. |                   |                   |
| 58 | Fiamme dell'ira 「憤怒の炎」 - Funnu no Honō | 17 novembre 2007  | 16 novembre 2023  |
| 58 | Inizia la Battaglia del Cielo tra Tsuna e Xanxus, e Xanxus mostra il potere della sua fiamma d'ira. |                   |                   |
| 59 | Coloro che supportano 「援護する者たち」 - Engo suru Mono-tachi | 24 novembre 2007  | 20 novembre 2023  |
| 59 | Hibari riesce a liberarsi e a restituire l'anello a Gokudera. Xanxus intanto è riuscito a liberare Belphegor e Levi. |                   |                   |
| 60 | Sfondamento del punto zero 「死ぬ気の零地点突破」 - Shinuki no Zero Chiten Toppa | 1º dicembre 2007  | 23 novembre 2023  |
| 60 | La battaglia del cielo continua, mentre le ragazze preparano una sorpresa. |                   |                   |
| 61 | Sfondamento del punto zero: rivisto 「零地点突破・改」 - Zero Chiten Toppa·Kai | 8 dicembre 2007   | 27 novembre 2023  |
| 61 | La battaglia del cielo continua e il limite dei 30 minuti del veleno si avvicina. |                   |                   |
| 62 | Stratagemma 「駆け引き」 - Kakehiki | 15 dicembre 2007  | 30 novembre 2023  |
| 62 | Dopo l'arrivo di Squalo, Yamamoto e Ryohei si trovano a dover contrattare per salvare Chrome. |                   |                   |
| 63 | Fiamme Congelate 「凍りつく炎」 - Kōritsuku Honō | 22 dicembre 2007  | 4 dicembre 2023   |
| 63 | Tsuna ha ormai padroneggiato lo sfondamento del punto zero e affronta Xanxus nell'ultimo scontro. |                   |                   |
| 64 | La verità dietro la rabbia 「怒りの真相」 - Ikari no Shinsō | 5 gennaio 2008    | 7 dicembre 2023   |
| 64 | Xanxus viene respinto dagli anelli e la verità sulle sue origini viene a galla. |                   |                   |
| 65 | Conclusione 「決着！」 - Ketchaku! | 12 gennaio 2008   | 11 dicembre 2023  |
| 65 | Tsuna, ormai vincitore della battaglia, festeggia con gli amici. |                   |                   |

## DVD

### Giappone
| N°       | Data             | Dischi | Episodi |
| -------- | ---------------- | ------ | ------- |
| Battle.1 | 30 novembre 2007 | 1      | 34 - 37 |
| Battle.2 | 21 dicembre 2007 | 1      | 38 - 41 |
| Battle.3 | 25 gennaio 2008  | 1      | 42 - 45 |
| Battle.4 | 29 febbraio 2008 | 1      | 46 - 49 |
| Battle.5 | 19 marzo 2008    | 1      | 50 - 53 |
| Battle.6 | 25 aprile 2008   | 1      | 54 - 57 |
| Battle.7 | 30 maggio 2008   | 1      | 58 - 61 |
| Battle.8 | 27 giugno 2008   | 1      | 62 - 65 |